# Robin DiAngelo
Robin Jeanne DiAngelo, född Taylor, 8 september 1956  i San Jose i Kalifornien i USA, är en amerikansk författare och konsult som arbetar inom kritisk diskursanalys och studier om vithet. Hon tjänstgjorde tidigare som anställd professor i mångkulturell utbildning vid Westfield State University och är för närvarande associerad docent i utbildning vid University of Washington. Hon är känd för sitt arbete om "white fragility", ett uttryck som hon myntade 2011 och utforskade vidare i en bok från 2018 med titeln White Fragility: Why It's So Hard for White People to Talk About Racism.
DiAngelo föddes i en arbetarklassfamilj som den yngsta av tre döttrar till Robert Z. Taylor och Maryanne Jeanne DiAngelo. Hennes föräldrar skilde sig när hon var två år och familjen blev fattigdom. När DiAngelo var tio år dog hennes mor i cancer och därefter bodde hon och hennes systrar hos sin far.
Hon har skrivit att hennes "erfarenhet av fattigdom hade varit annorlunda om [hon] inte varit vit", vilket återspeglar att även om hon känner att hon stod inför "klassförtryck", hade hon också nytta av "rasprivilegier".

## Utbildning och karriär
DiAngelo tog en examen i sociologi och historia från Seattle University 1991, där hon tog examen ”summa cum laude”, och var klassens valedictorian.
DiAngelo fick sin doktorsexamen i mångkulturell utbildning från University of Washington 2004, med en avhandling med titeln "Whiteness in racial dialog: a discourse analysis".
Hennes doktorsexamenskommitté leddes av James A. Banks. 2007 gick hon på fakulteten vid Westfield State University, där hon utsågs till docent i multikulturell utbildning 2014. Hon sade upp sig från sin tjänst på Westfield 2015. Hon innehar nu posten som associerad docent i utbildning vid University of Washington. Hon har två hedersdoktorsexamina från Starr King Seminary (2019) och Lewis & Clark College (2017).
DiAngelo har arbetat i 20 år med att erbjuda företag mångfaldsträning. Hon hävdar att rasism är inbäddad i Amerikas politiska system och kultur. Hon föredrar att inte besvara frågor om de inte är godkända i förväg. I en artikel från 2019 för The New Yorker karakteriserade krönikören Kelefa Sanneh DiAngelo som "kanske landets mest synliga expert på anti-biasutbildning, en praxis som också är en industri och från alla framträdanden en blomstrande".

## Verk
DiAngelo har publicerat ett antal akademiska artiklar om ras, privilegier och utbildning och har skrivit flera böcker. Hennes första bok, tillsammans med Ozlem Sensoy, är alla verkligen lika? En introduktion till viktiga begrepp inom kritisk social rättvisautbildning vann både American Educational Research Association's Critics 'Choice Book Award (2012) och Society of Professors of Education Book Award (2018).
DiAngelo är känd för sitt arbete med "vit bräcklighet", en term som hon skapade i en tidning från 2011 i The International Journal of Critical Pedagogy. Hon har definierat begreppet vit bräcklighet som "ett tillstånd där även en minimal mängd rasstress blir oacceptabelt, vilket utlöser en rad defensiva drag". I tidningen hävdar hon att "vita människor i USA och andra vita kolonister i kolonialistlivet lever i en rasismfri social miljö. Denna isolering bygger våra förväntningar på raskomfort samtidigt som vi sänker vår uthållighet för att uthärda rasstress. Jag benämner denna brist på rasbeständighet White Bragility. White Bragility är ett tillstånd där även en minimal utmaning för den vita positionen blir oacceptabel, vilket utlöser en rad defensiva drag inklusive: argumentation, ogiltigförklaring, tystnad, tillbakadragande och påståenden om att bli attackerade och missförstådda. Dessa drag fungerar för att återställa vit rasjämvikt och behålla kontrollen.” Från och med 2016 ger hon regelbundet workshops om ämnet.
DiAngelo blev ledande inom området för "antiracismträning". Forskare förnekar att antirasismträning uppnår sitt avsedda syfte och att det i vissa fall kan slå tillbaka. Enligt socionomen vid Harvard University Frank Dobbin finns det inga bevis för att antibiasutbildning leder till ökning i antalet kvinnor eller färgade i ledande befattningar. En årlig granskning av psykologiundersökningen 2009 ledde till slutsatsen: "Vi vet för närvarande inte om ett brett spektrum av program och policyer tenderar att fungera i genomsnitt". Författarna till studien uppgav 2020 att när kvaliteten på studierna ökar, minskar effekten av anti-partisk träning.
I juni 2018 publicerade DiAngelo boken White Fragility: Why It's So Hard for White People to Talk About Racism. Boken blev en New York Times bästsäljare och lämnade inte listan på över ett år. I juni 2020, under George Floyd-protesterna, kom den som nummer ett på New York Times-listan. Den 26 juli 2020 -upplagan av listan markerade bokens 97:e vecka i kategori Fackbok, där den rankades som nummer ett. Boken fick ett blandat kritiskt mottagande, med positiva recensioner i källor inklusive New Statesman och Los Angeles Review of Books, och negativa recensioner i källor inklusive The Atlantic och The Washington Post. Hennes definition av vit bräcklighet har kritiserats som bred, reducerande och tautologisk.
I februari 2021 granskades en onlinekurs med hennes namn efter en stark reaktion på sociala medier mot The Coca-Cola Company, efter läckage av bilder som visar delar av en webbkonferens för de anställda. Kursen, som kallades "Confronting Racism", som erbjöds på LinkedIn Learning-plattformen, väckte negativ publicitet angående DiAngelos påstående "Att vara mindre vit är att: vara mindre förtryckande, mindre arrogant, mindre säker, mindre defensiv, mindre okunnig, mer ödmjuk". Det visade också att DiAngelo bad tittarna att "bryta med vit solidaritet". En talesman för Coca-Cola uppgav senare att kursen inte var en obligatorisk del av deras utbildningsprogram för anställda och angav att den "inte är i fokus för företagets läroplan", och tillade att kursen var "en del av en inlärningsplan för att hjälpa till att bygga upp en inkluderande arbetsplats ". Kursen togs snabbt bort från LinkedIn Learning och Microsoft Learning-plattformarna. Enligt DiAngelo kom de klipp som innehåller hennes råd om att "vara mindre vita" från en intervju från 2018 med ett annat företag och användes av Coca-Cola tillsammans med andra material utan hennes vetskap eller godkännande.
I juni 2021 publicerade DiAngelo Nice Racism: How Progressive White People Perpetuate Racial Harm. Det är en fortsättning på White Fragility.